# Câmera digital SLR full-frame

Os tamanhos de sensores usados na maioria das câmeras digitais atuais, em relação a um formato de um filme de 35mm.

O termo full-frame (quadro completo) é usado por usuários de câmeras digitais SLRs como uma abreviação para um formato de sensor de imagem que é do mesmo tamanho que um filme de 35 mm (36 mm x 24 mm) usado em cameras SLR's analógicas. Historicamente, o tamanho de 35mm foi considerado um formato de filme pequeno em comparação com outros formatos. Isto contrasta com câmeras com sensores menores (por exemplo, aquelas com um tamanho equivalente ao filme de tamanho APS-C), muito menores do que o filme de 35mm. Atualmente, a maioria das câmeras digitais, compactas e modelos SLR, usam uma moldura menor que 35 mm, pois é mais fácil e mais barato fabricar sensores de imagem em um tamanho menor. Historicamente, os primeiros modelos SLR digitais, como a Nikon NASA F4 ou Kodak DCS 100, também usaram um sensor menor. A Kodak afirma que o filme de 35mm tem o equivalente a 6000 pixels de resolução horizontal de acordo com um vice-presidente sênior da IMAX. 

## Câmeras com filme de 35mm
Se os encaixes da lente forem compatíveis, muitas lentes, incluindo modelos de foco manual, projetadas para câmeras de 35mm podem ser montadas em câmeras DSLR. Quando uma lente projetada para uma câmera full-frame, seja filme ou digital, é montada em uma DSLR com um menor tamanho do sensor, apenas o centro do círculo de imagem da lente é capturado. As arestas são cortadas, o que equivale a aproximar a parte central da área de imagem. A relação entre o tamanho do formato de 35mm completo eo tamanho do formato menor é conhecida como "fator de colheita" ou "multiplicador de comprimento focal" e está tipicamente no intervalo de 1,3-2,0 para imagens não-full-frame SLRs digitais.

## Vantagens e desvantagens de câmeras full-frames

### Lentes de 35mm

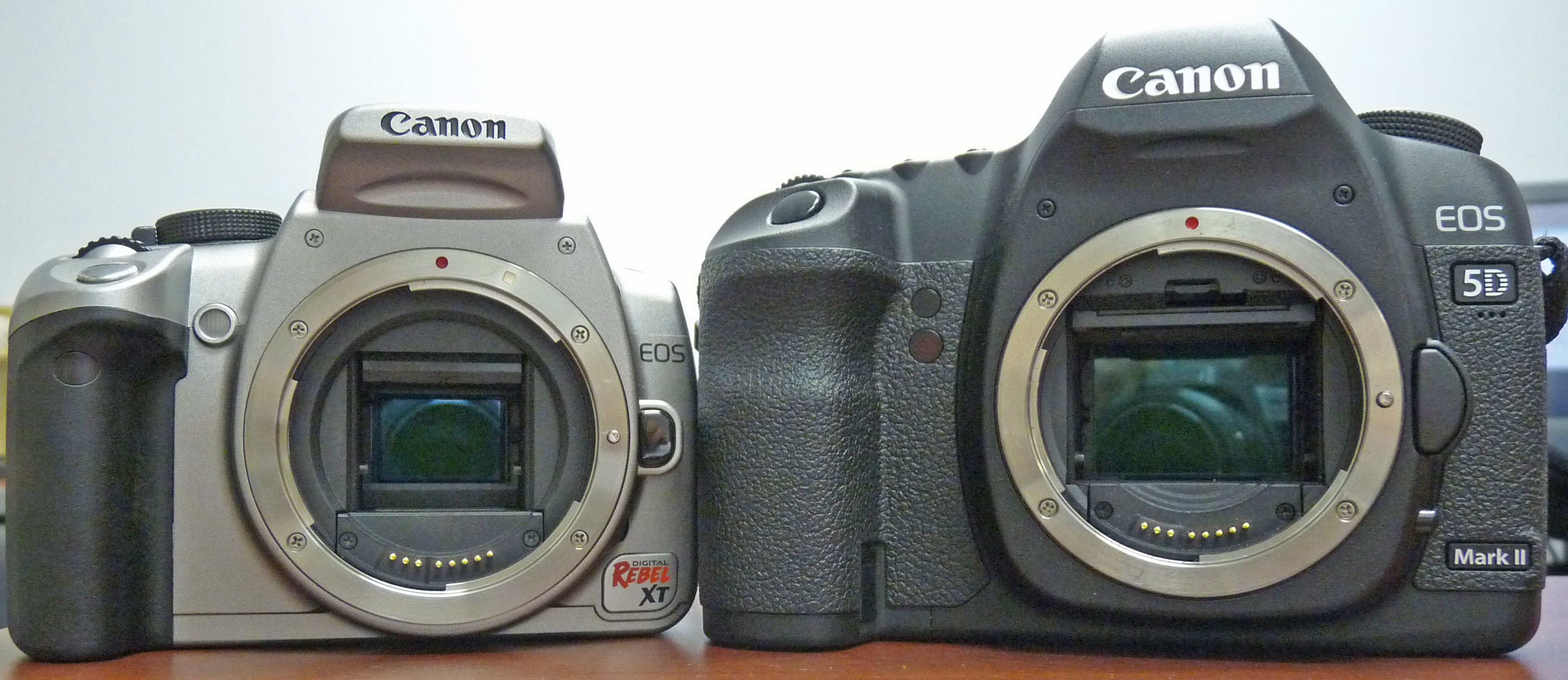
Um formato APS-C, DSLR (à esquerda) e uma DSLR full-frame (direita) mostram a diferença no tamanho dos sensores.

Quando usado com lentes projetadas para filme full frame ou câmeras digitais full-frame DSLRs essas oferecem uma série de vantagens em comparação com as suas contrapartes de menor sensor. Uma vantagem é que as lentes de grande ângulo projetadas para full-frame 35 milímetros mantem um mesmo ângulo de visão. Em DSLRs de sensor menor, as lentes de grande angular têm ângulos de visão menores, equivalentes aos de lentes de maior comprimento focal em câmeras de filme de 35mm. Por exemplo, uma lente de 24 mm em uma câmera com um fator de corte de 1,5 tem um ângulo de visão de 62 °, o mesmo que o de uma lente de 36 mm em uma câmera de filme de 35 mm. Em uma câmera digital de quadro completo, a lente de 24 mm tem o mesmo ângulo de visão de 84 ° como faria em uma câmera de filme de 35mm.
Existem também implicações de qualidade óptica - não só porque a imagem da lente é cortada de forma eficaz - mas porque muitos projetos de lentes agora são otimizados para sensores menores que 36 mm × 24 mm. O elemento traseiro de qualquer lente SLR deve ter folga para que o espelho reflexo da câmera se mova para cima quando o obturador é liberado; Com uma lente grande angular, isto requer um desenho retrofoco, que é geralmente de qualidade óptica inferior Como um sensor cropado pode ter um espelho menor, é necessário menos espaço livre, e algumas lentes, como as lentes EF-S para os corpos APS-C da Canon são projetados com uma distância de volta-foco mais curta; No entanto, eles não podem ser usados em corpos com sensores maiores.
O sensor full-frame também pode ser útil com controle de perspectiva de grande angular ou no deslocamento inclinação das lentes. Em particular, o maior ângulo de visão é muitas vezes mais adequado para a fotografia de predios e arquiteturas.
Enquanto as DSLRs full-frame oferecem vantagens para a fotografia de grande angular, DSLRs de menor sensor oferecem algumas vantagens para fotografia telefoto, porque o menor ângulo de visão de DSLRs de pequeno sensor melhora o efeito teleobjetivo das lentes. Por exemplo, uma lente de 200 mm em uma câmera com um fator de crop de 1,5× tem o mesmo ângulo de visão de uma lente de 300 mm em uma câmera full-frame. O "alcance" extra, para um dado número de pixels, pode ser útil em áreas específicas da fotografia, como vida selvagem ou esportes.
Sensores de tamanho inferior também permitem o uso de uma gama mais ampla de lentes, uma vez que alguns tipos de impurezas ópticas (especificamente vinhetas) são mais visíveis em torno da borda da lente. Usando apenas o centro da lente, essas impurezas não são notadas. Na prática, isto permite o uso de vidro de menor custo sem perda de qualidade correspondente.
Finalmente, os sensores full-frame permitem projetos de sensores que resultam em níveis de ruído mais baixos em ISO elevado e um maior alcance dinâmico em imagens capturadas. A densidade de pixels é menor nos sensores full-frame. Isto significa que os pixels podem ser tanto espaçados mais afastados uns dos outros, ou cada fotodíodo pode ser fabricado a um tamanho ligeiramente maior. Tamanhos de pixel maiores podem capturar mais luz o que tem a vantagem de permitir que mais luz seja capturada antes da saturação do fotodiodo. Adicionalmente, é gerado menos ruído por pixels adjacentes e os seus campos emf com fotodiodos maiores ou maior espaçamento entre fotodíodos. Para um dado número de pixels, o sensor maior permite maiores pixels ou fotosites que proporcionam uma faixa dinâmica mais ampla e menor ruído em níveis ISO elevados Como conseqüência, full-frame DSLRs podem produzir imagens de melhor qualidade em certas situações de alto contraste ou pouca luz.
Os custos de produção para um sensor full-frame podem exceder vinte vezes os custos para um sensor APS-C. Somente 20 sensores full-frame caberão em uma bolacha de silício de 8 polegadas (200 mm), e o rendimento é comparativamente baixo porque a grande área do sensor o torna muito vulnerável a contaminantes, 20 defeitos uniformemente distribuídos poderiam teoricamente arruinar uma bolacha inteira. Além disso, quando os sensores full-frame foram produzidos pela primeira vez, eles exigiram três exposições distintas durante a fase de fotolitografia, triplicando o número de máscaras e processos de exposição durante a sintese do sensor.
Algumas DSLRs full-frame são destinadas principalmente para uso profissional incluem mais recursos do que as DSLRs típicas para o consumido, isso é podem ter um corpo maior e mais funcionalidades ainda sim possuindo o mesmo sensor full-frame comparado a um modelo inferior.

## O passado e o presente das câmeras digitais full-frame

### DSLRs
- Canon EOS 5D (2005)
- Canon EOS 5D Mark II (2008)

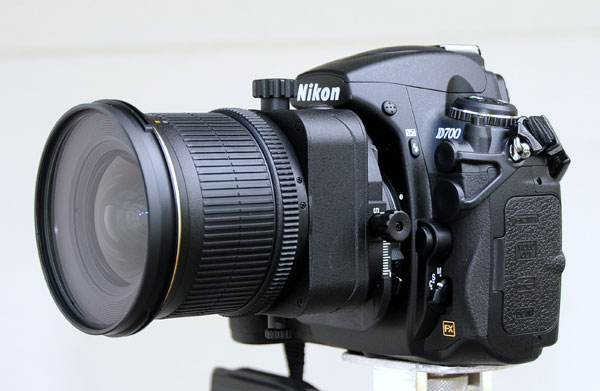
Lente Nikkor 24 mm PC-E tilt-shift lens em uma Nikon D700 full-frame DSLR

- Canon EOS 5D Mark III (2 de março de 2012)
- Canon EOS 5Ds / 5Ds R (6 de fevereiro de 2015)
- Canon EOS 5D Mark IV (Agosto de 2016)
- Canon EOS 6D (17 de setembro de 2012)
- Canon EOS-1D X Mark II (2 de fevereiro de 2016)
- Canon EOS-1D X (2012)
- Canon EOS-1Ds Mark III (2007)
- Canon EOS-1Ds Mark II (2004)
- Canon EOS-1Ds (2002)
- Contax N Digital (2002)
- Kodak DCS Pro 14n (2003)
- Kodak DCS Pro SLR/c (2004)
- Kodak DCS Pro SLR/n (2004)
- Nikon D3 (2007)
- Nikon D3S (2009)[9]
- Nikon D3X (2008)[10]
- Nikon D4 (2012)
- Nikon D4S (24 de fevereiro de 2014)
- Nikon D5 (6 de janeiro de 2016)
- Nikon D610 (8 de outubro de 2013)
- Nikon D600 (13 de setembro de  2012)
- Nikon D700 (2008)
- Nikon D750 (12 de setembro de 2014)
- Nikon D800 / Nikon D800E (2012)
- Nikon D810 (26 de junho de 2014)
- Nikon Df (5 de novembro de 2013)
- Pentax K-1 (18 de fevereiro de 2016)
- Sony α DSLR-A850 (2009)[11]
- Sony α DSLR-A900 (2008)
- Sony α SLT-A99 / Sony α SLT-A99V (12 de setembro de 2012)
- Sony α ILCA-99M2 (2016)

Também: Nikon E2/E2s (1994), E2N/E2NS (1996) e E3/E3S (1998) câmeras Fuji usavam emulação de captura full-frame, Fujifilm Fujix DS-505/DS-515, DS-505A/DS-515A e DS-560/DS-565 modelos usaram uma redução do sistema óptico (ROS) para comprimir uma imagem full-frame de 35mm campo para o sensor menor CCD imager. Eles eram, portanto, não SLRs digitais com sensores full-frame, porém tinha um ângulo de visão equivalente ao full-frame digital SLRs para uma dada lente; eles não tinham fator de corte com relação ao ângulo de visão.
A Nikon designou suas câmeras full frame como formato FX e suas câmeras de sensor menores como o formato DX.

### Telémetros
- Leica M9[16] (2009)
- Leica M9-P (2011)
- Leica M Monochrom (2012)[17]
- Leica Me (17 De Setembro De 2012)
- Leica M (17 De Setembro De 2012)

### Outras tecnologias
- Sony Handycam NEX-VG900 (anunciado em setembro de 2012) – uma 35mm full-frame câmera de vídeo (também capaz de filmar de alta resolução fotos) com lentes intercambiáveis (Sony E-mount)
- Sony Cyber-shot DSC-RX1 (anunciado em setembro de 2012) e a Sony Cyber-shot DSC-RX1R (anunciada em junho de 2013) – full-frame câmeras compactas com lente fixa
- Sony α7(primeiros modelos anunciados em outubro de 2013, com atualizações até o presente) – full-frame câmeras de lente intercambiável mirrorless (Sony E-mount; full-frame de cobertura disponível com lentes designados como "FE")
- Leica SL (anunciado de outubro de 2015) – full-frame câmera de lente intercambiável mirrorless (Leica L-monte)

## Características de algumas câmeras DSLR
| Câmara           | Tamanho                        | Peso    | Megapixels | Focagem automática            | FPS e taxa de burst | Faixa de ISO | Tipo de arquivo | O acesso Wi-Fi gratuito opções                    | Montagem da objectiva |
| ---------------- | ------------------------------ | ------- | ---------- | ----------------------------- | ------------------- | ------------ | --------------- | ------------------------------------------------- | --------------------- |
| Canon EOS 6D     | 144.5 × 110.5 × 71.2 mm3       | 755 g   | 20.2 MP    | 11 pontos (de 1 tipo cruzado) | 4.5 fps             | 100-25,600   | JPEG, raw       | Built-in Wi-Fi e GPS                              | Canon EF              |
| Nikon D600       | 141 × 113 × 82 mm3             | 850 g   | 24.3 MP    | 39 pontos (9 tipo cruzado)    | 5.5 fps             | 100-6,400    | JPEG, raw       | WU - 1b sem fio adaptador móvel (opcional)        | Nikon F               |
| Sony SLT-A99     | 147 × 111.2 × igual a 78,4 mm3 | 812 g   | 24.3 MP    | 19 pontos (11 tipo cruzado)   | 6 fps               | 100-25,600   | JPEG, raw       | N/A                                               | A Sony                |
| Canon EOS 5D III | 152 × 116.4 × 76.4 mm3         | 950 g   | De 22,3 MP | 61 pontos (41 tipo cruzado)   | 6 fps               | 100-25,600   | JPEG, raw       | Transmissor de arquivos sem fio WFT-E7 (opcional) | Canon EF              |
| Nikon D800/e     | 146 × 123 × 81.5 mm3           | 1.000 g | 36.3 MP    | 51 pontos (15 tipo cruzado)   | 4 fps               | 100-6,400    | JPEG, raw       | Nikon WT-5 transmissor sem fio (opcional)         | Nikon F               |

## Protótipo de DSLRs full-frame
- Pentax MZ-D "MR-52" (apresentado em 2000, com base na Pentax MZ-S, com o mesmo sensor como a Contax N, ele nunca entrou em produção)[18]
- Sony Alpha modelo emblemático "CX62500" (apresentado no PMA 2007, o primeiro protótipo mais tarde tornou-se a DSLR-A900 (aka "CX85100"), embora com muitos detalhes e diferenças)[19][20]